# Столичное шоссе
Столи́чное шоссе́ — улица в Голосеевском районе г. Киева. Пролегает от Надднепрянского шоссе (от перекрестка с Промышленной улицей) до границы города и Обуховского шоссе.
К Столичному шоссе примыкают Надднепрянское шоссе, Промышленная улица, Набережный переулок, проспект Науки, Набережно-Корчеватская улица, переулок Вита-Литовский (дважды), улицы Плещеева, Новопироговская, железнодорожной путепровод, Охотская улица, Охотский переулок, Фестивальная улица, Днепровское шоссе, улица Академика Заболотного, дорога к острову Водников, улицы Февральская (дважды), Передовая, Целинная, Спокойная (Низменная), Витавская, Дубравная, переулки Дубравный, Подборный, улицы Лесничая, Ореховая, Любомирская, Генерала Матыкина, Обуховское шоссе.

## История
Шоссе возникло на древнем Обуховском пути. Современное название — с 1957 года. В 1975—1976 годах большая часть Столичного шоссе была реконструирована, преобразована в скоростную автотрассу. Тогда же к Столичному присоединена часть Чапаевского шоссе (между Промышленной улицей и проспектом Науки) и новая магистраль, «прорезанная» через старую застройку Корчеватого (между проспектом Науки и Охотской улицей).

## Важные учреждения и объекты
- № 30 — Библиотека «Чапаевка» семейного чтения
- № 90 — «Автоцентр на Столичном» корпорации «УкрАВТО»
- № 104-а — Центральный авторынок